# Грос Олјан (Долина Аосте)
Грос Олјан је насеље у Италији у округу Долина Аосте, региону Долина Аосте.
Према процени из 2011. у насељу је живело 35 становника. Насеље се налази на надморској висини од 1047 м.